# 東下條站
東下條站（日语：／ Higashi-Gejō eki */?）是位於新潟縣東蒲原郡阿賀町熊渡，東日本旅客鐵道（JR東日本）的磐越西線車站。

## 歷史
- 1951年（昭和26年）4月：日本國有鐵道熊渡臨時乘降場啟用[2]。
- 1953年（昭和28年）1月10日：升級至車站，成為東下條站[1]。
- 1973年（昭和48年）12月1日：成為無人車站[3]。
- 1987年（昭和62年）4月1日：伴隨國鐵分割民營化，車站由東日本旅客鐵道（JR東日本）營運[4]。
- 1995年（平成7年）：翻新車站大樓[2]。

## 車站構造
此站是地面車站，設有1面1線的單式月台，車站大樓位於車站東邊。
此站是由新津站管理的無人車站，大樓內設有自動售票機。月台與車站出入口之間設有2棟建築物（車站大樓），入口右邊的建築物為候車室、左邊的建築物是廁所和倉庫。

## 車站周邊
- 東下條郵局
- 阿賀町立下条小學（在平成17年與三川小學合併後關校）
- 津川警署（日语：津川警察署）熊渡駐在所
- 國道49號（日语：国道49号）
- 阿賀野川服務區[2] - 磐越自動車道

## 相鄰車站
東日本旅客鐵道（JR東日本）
■磐越西線
□快速「阿賀野」
通過
■普通
五十島－東下條－咲花

## 注腳
1. 1 2 3 4  . 東日本旅客鉄道.   [2021-01-29]. （原始内容存档于2021-02-03） （日语）.
2. 1 2 3 4 5 6 7 8 9 10  週刊JR全駅・全車両基地 (朝日新聞出版). 2013-08-04, (50): 25 （日语）. 缺少或|title=为空 (帮助)
3. ↑  読売新聞　昭和48年12月1日新潟読売
4. ↑  『交通年鑑 昭和63年版』 交通協力會，1988年3月。

## 外部連結
- 車站資訊（東下條）：東日本旅客鐵道（日語）